# Нічниця довговуха
Нічни́ця Бехште́йна, нічниця довговуха, лилик довговухий (Myotis bechsteini) — кажан, один з видів роду Нічниця (Myotis), відомий у складі фауни України.

## Опис виду у «Червоній книзі України» (1994)
Таксономічна характеристика. Один з 103 видів роду; один з 10 видів роду у фауні України.
Поширення. Трапляється спорадично — в деяких місцях Закарпатської, Львівської, Вінницької та Одеської областей. Ареал охоплює також Зх. і Центр. Європу; вид зустрічається в Литві, Молдові, на Кавказі та в Закавказзі.
Місця перебування. Великі масиви мішаних і листяних лісів, головним чином у передгір'ях. Улітку селиться у дуплах дерев, руїнах, зимує в печерах та інших підземних схованках.
Чисельність. Дуже низька. З 1949 по 1992 р. в Україні виявлено близько 15 особин.
Причини зміни чисельності. Повністю не з'ясовані. Одним з негативних факторів є, імовірно, скорочення залісених площ і зменшення кількості сховищ.
Особливості біології. Осілий вид. Незначні переміщення зумовлені зміною літніх сховищ на зимові. Живе здебільшого поодинці, їжу добуває з настанням темряви; політ повільний і спокійний. Живиться дрібними комахами, полюючи на них у нижньому ярусі лісу та серед чагарників на узліссі, на лісових галявинах і просіках. Самка раз на рік (серед, червня) народжує одне маля.
Розмноження у неволі. Даних немає.
Заходи охорони. Занесено до Червоної книги України (1980, 1994, 2009). Слід охороняти місця можливого перебування виду, зокрема печери на околицях Львова та сіл Страдча Яворівського району Львівської області і Глибокого Ужгородського району Закарпатської області.

Джерела інформації: Татаринов К. А., 1953, 1956; Абелєнцев В. І., Підоплічко І. Г., Попов Б. М., 1956; Громов И. М. (та ін.), 1963; Крочко Ю. И., 1981. Особисте повідомлення В. В. Ткача (1985, 1987).
Опис виду підготував Ю. І. Крочко